# Augustus Summerfield Merrimon

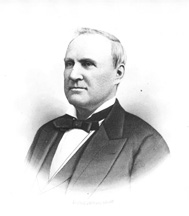
Augustus Summerfield Merrimon

Augustus Summerfield Merrimon (* 15. September 1830 bei Asheville, Buncombe County, North Carolina; † 14. November 1892 in Raleigh, Wake County, North Carolina) war ein US-amerikanischer Politiker. Zwischen 1873 und 1879 vertrat er den Bundesstaat North Carolina im US-Senat.

## Werdegang
Augustus Merrimon wurde auf dem Anwesen Cherryfields bei Asheville geboren. Er erhielt zunächst nur eine eingeschränkte Schulausbildung. Nach einem anschließenden Jurastudium und seiner im Jahr 1852 erfolgten Zulassung als Rechtsanwalt begann er in Asheville in seinem neuen Beruf zu arbeiten. Schon bald wurde er Bezirksstaatsanwalt für das Buncombe County und einige andere Bezirke im Westen des Staates North Carolina. Politisch schloss er sich der Demokratischen Partei an. In den Jahren 1860 und 1861 saß er im Staatsrepräsentantenhaus.
Zu Beginn des Amerikanischen Bürgerkriegs diente Merrimon im Heer der Konföderation, aus dem er im Herbst 1861 wieder ausschied. Anschließend war er bis 1865 Staatsanwalt im achten Gerichtsbezirk seines Staates. In den Jahren 1866 und 1867 war er Richter am Superior Court. Im Jahr 1872 kandidierte er erfolglos für das Amt des Gouverneurs seines Staates. Bei den Wahlen des Jahres 1872 wurde Augustus Merrimon von der Staatslegislative und als Kandidat seiner Partei in den US-Senat gewählt, wo er am 3. Januar 1873 als Class-3-Kategorie Senator die Nachfolge von John Pool antrat. Dieses Mandat übte er zwischen dem 4. März 1873 und dem 3. März 1879 aus. In dieser Zeit gehörte er einem Untersuchungsausschuss an, der Unregelmäßigkeiten in South Carolina bei den Wahlen des Jahres 1876 aufdecken sollte. Im Jahr 1878 fand er in der Staatslegislative keine Mehrheit mehr für eine Wiederwahl in den US-Senat.
Nach seinem Ausscheiden aus dem Kongress praktizierte Merrimon zunächst wieder als Rechtsanwalt. Zwischen 1883 und 1892 war er Richter am Supreme Court of North Carolina. Ab 1892 war er als Chief Justice of the Court dessen Vorsitzender Richter. Dieses Amt bekleidete er bis zu seinem Tod am 14. November 1892 in Raleigh.
Merrimon war der Schwiegervater von Lee Slater Overman (1854–1930), der zwischen 1903 und 1930 den gleichen Senatssitz wie sein Schwiegervater innehatte.